# Luz Arcas
María Luz Arcas López (Málaga, 1983), conocida como Luz Arcas, es una bailarina y directora de escena española ganadora del Premio Nacional de Danza 2024 en la categoría de creación.

## Trayectoria
Nació en Málaga en 1983.Se licenció en Coreografía por el Conservatorio Superior María de Ávila y en Dirección Escénica por la Real Escuela Superior de Arte Dramático de Madrid. Estudió danzas clásicas indias. Continuó formándose en danza contemporánea en ciudades como Bruselas, Ámsterdam, Croacia y Berlín con David Zambrano, Erna Omärsdottir, Bruno Caverna, DD Dorvillier, Laura Aris o Iñaki Azpillaga, entre otros.
En 2009 fundó la compañía de danza La Phármaco. Ha creado obras como ‘Mariana’, que se presentó en la XXII Bienal de Flamenco de Sevilla, ‘Todas las santas’, que se estrenó en el FIT de Cádiz, o ‘Trilla’, presentada en 2022 en el Museo Thyssen Málaga entre otras.
Ha girado y llevado a cabo proyectos docentes en Europa, África, América y Asia. En octubre de 2022 publicó el libro Pensé que bailar me salvaría.

## Reconocimientos
En 2015 fue reconocida con el Premio El Ojo Crítico de Danza y con el Premio Mejor Intérprete Femenina de Danza en los Premios Lorca. En 2017 fue finalista a Mejor Intérprete Femenina de Danza en los Premios Max, repitiendo nominación en 2022. En 2023 ganó el Premio Godot al Mejor espectáculo de danza por Mariana. Ese mismo año, fue finalista como Mejor Intérprete Femenina de Danza en los Premios Talía. Además, también ha recibido el Premio Injuve y el Málaga Crea.
En 2024, el Ministerio de Cultura y Deporte la nombró Premio Nacional de Danza en la modalidad de Creación, un galardón dotado con 30.000 euros. En esa misma edición, Lorena Nogal recibió el galardón en la categoría de Interpretación.